# クサアジサイ

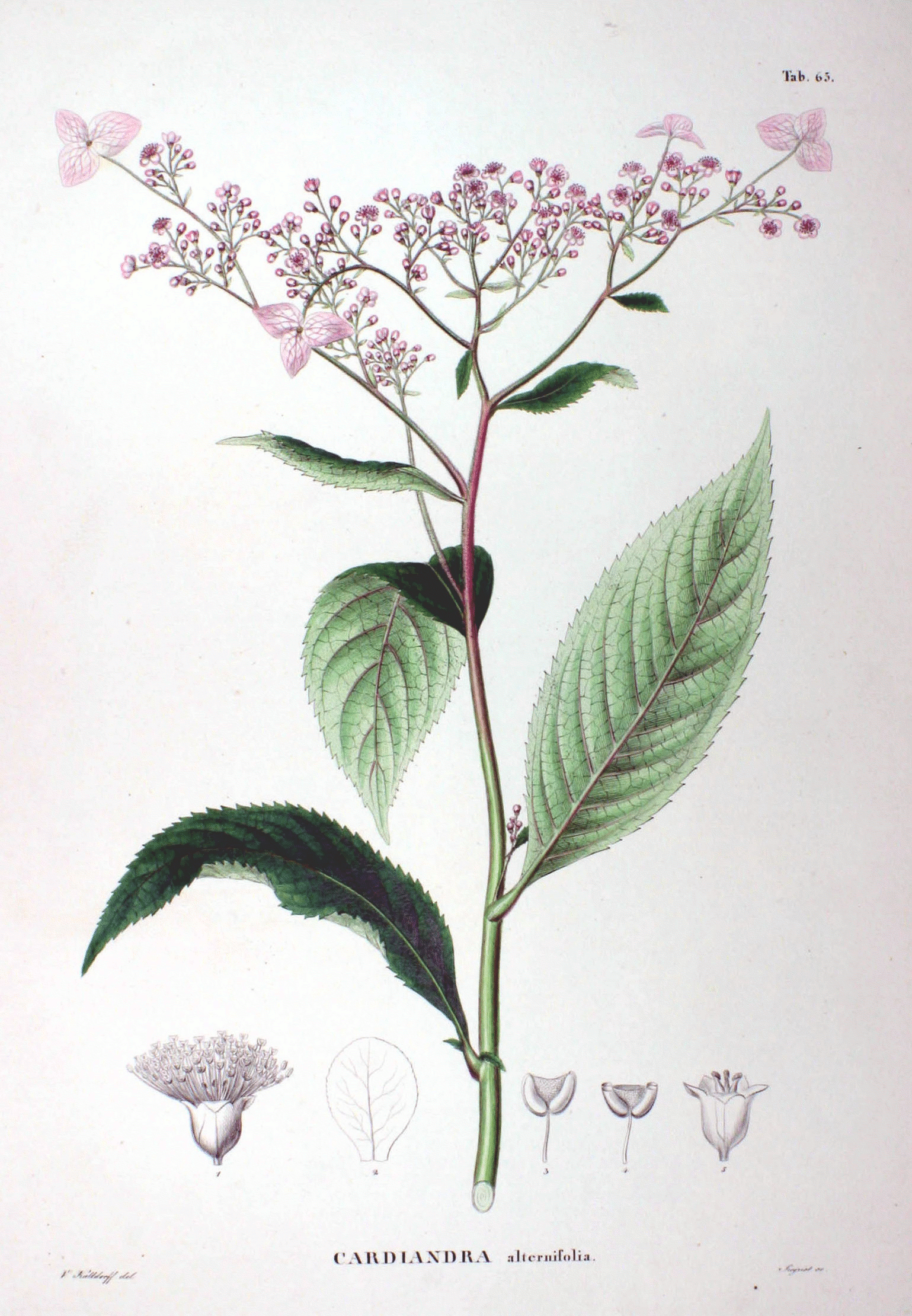
図版

クサアジサイ（草紫陽花、学名：Cardiandra alternifolia）は、アジサイ科クサアジサイ属の多年草。

## 特徴
木質の地下茎があり、毎年数本の1年生の茎をだす。茎は直立し、ふつう分枝しないで高さ20-80cmになり、全体に白色の粗い毛が散生する。茎の下部には数個の鱗片状に退化した葉がある。葉は互生し、葉身は草質で、披針形または楕円形まれに卵形で、長さ10-20cm、幅3-6cmになり、先はやや尾状の鋭突頭、縁には鋭い鋸歯があってその先は多少点状となり、基部は鋭突形となって葉柄に続く。葉の両面に長さ0.7mmで白色の毛が散生する。
花期は7-10月上旬。茎の先端に集散状になる花序をつけ、白色または淡紅色の花を多数つける。花序軸には白色の粗い毛が生える。花序に宿存性の苞があり、狭楕円形から狭披針形となり、長さは2cm以内となる。花序に周辺につく装飾花（中性花）は少数あり、花弁状の3つの萼片からなり、卵形で長さ7-18mmで、白色または淡紅紫色になる。普通花（両性花）は小型で径6-7mm、萼筒と子房が合着した花筒は長さ1.5-2mmになり、外側に粗い毛が散生する。普通花の花柄は長さ3-6mmになり、無毛か白色の毛が散生する。萼片は5個あり、広卵形または三角状卵形で先は円形になり、長さ0.5-0.6mm、幅4-5mmで、花期には平開する。花弁は花筒の上縁につき、5個あり、倒卵形または広倒卵形で先は円頭になり、長さ2.5-3mm、幅2-2.5mmで、花期には平開する。雄蕊は約20個あり、花糸は長さ2-3mmになり、裂開直前の葯は黄色になる。子房はほとんど萼筒に合着し、花期の花柱は直立して長さ0.5-0.8mm、果期には外曲して長さ1-1.5mmに伸びる。果実は長さ3-4mmの蒴果となり、種子は楕円形で長さ約1mmになる。

## 分布と生育環境
日本固有種。本州（太平洋側は宮城県以南・日本海側では新潟県以西）、四国、九州（大隅半島以北）に分布し、やや湿った林床または岩上、山地の木陰などに生育する。

## 名前の由来
和名クサアジサイは、「草紫陽花」の意で、草本でアジサイのような花が咲くことによる。
種小名 alternifolia は、「互生葉の」の意味。

## ギャラリー
- 装飾花は3個の花弁状の萼片からなる。
- 葉は互生する。

## 下位分類
- ハナクサアジサイ Cardiandra alternifolia Siebold et Zucc. f. formosa Honda[6] - アジサイのように装飾花が多数あり、普通花が少数である型である品種[4]。
- オオバナノクサガク Cardiandra alternifolia Siebold et Zucc. f. mirabilis (Takeda) Sugim. ex H.Ohba[7] - 装飾花の萼片が4-5個あり、萼片の長さが2cmに達する大型の型である品種[4]。
- ヨウラククサアジサイ Cardiandra alternifolia Siebold et Zucc. f. multiplex Hayashi[8] - 花はほとんどが装飾花、花托は伸長して、萼片は螺旋状に配列される品種[8]
- ミヤマクサアジサイ Cardiandra alternifolia Siebold et Zucc. f. oppositifolia (Honda) F.Maek.[9] - 小型で基本種の幼形に似て、葉は対生し、大きくても長さは10cm程度の品種[4]。
- ハコネクサアジサイ Cardiandra alternifolia Siebold et Zucc. var. hakonensis Ohba ex H.Ohba[10] -	変種。小型で茎の高さは12-18cm。葉はふつう対生し、葉身は披針形から狭楕円形で、長さ2-7cm、幅0.7-1.5cmになる。本州の神奈川県と静岡県東部に分布する[4]。